# Raymond Audi
Raymond Wadih Audi (ur. 6 listopada 1932 w Sydonie, zm. 15 lipca 2022) – bankowiec i polityk libański, katolik-melchita, współzałożyciel i prezes Bank Audi S.A.L. – Audi Saradar Group, minister ds. uchodźców w rządzie Fuada Siniory.